# Grafton D. Cushing
Grafton Dulany Cushing (* 4. August 1864 in Boston, Massachusetts; † 31. Mai 1939 in New Bedford, Massachusetts) war ein US-amerikanischer Politiker. In den Jahren 1915 und 1916 war er Vizegouverneur des Staates Massachusetts.

## Werdegang
Über die Jugend und Schulausbildung von Grafton Cushing ist nichts überliefert. Er wurde Mitglied der Republikanischen Partei. Im Juni 1904 nahm er als Delegierter an der Republican National Convention in Chicago teil, auf der Präsident Theodore Roosevelt zur Wiederwahl nominiert wurde. 1912 war er Ersatzdelegierter zum übernächsten Nominierungsparteitag, bei dem William Howard Taft zur dann erfolglosen Wiederwahl aufgestellt wurde. In den Jahren 1906 und 1907 sowie zwischen 1912 und 1914 saß er als Abgeordneter im Repräsentantenhaus von Massachusetts, ab 1912 war er Speaker dieser Kammer.
1914 wurde Cushing zum Vizegouverneur von Massachusetts gewählt. Dieses Amt bekleidete er zwischen Januar 1915 und Januar 1916. Dabei war er Stellvertreter des demokratischen Gouverneurs David I. Walsh. Für die Wahl 1915 bewarb er sich um die Nominierung für das Gouverneursamt, aber verlor in den Vorwahlen gegen den ehemaligen Kongressabgeordneten Samuel W. McCall. Er starb am 31. Mai 1939 in New Bedford.